# Magic Carpet Ride
Magic Carpet Ride (englisch für „Fahrt auf dem fliegenden Teppich“) ist ein Lied der US-amerikanisch-kanadischen Rockband Steppenwolf, das im August 1968 erschien. Bekanntheit erlangte das Stück unter anderem durch diverse Soundtrackverwendungen.

## Entstehung und Veröffentlichung
Das Lied wurde von den beiden Steppenwolf-Mitgliedern John Kay und Rushton Moreve geschrieben. Für die Produktion zeichnete Gabriel Mekler verantwortlich.
Die Erstveröffentlichung von Magic Carpet Ride erfolgte als Single am 30. August 1968 bei ABC Dunhill. Diese erschien als 7″-Single mit der B-Seite Sookie, Sookie (Katalognummer: 45-D-4161). Bei der Singleversion handelt es sich um eine ca. 90 Sekunden und somit um den Improvisationsteil in der Mitte des Liedes gekürzte Fassung. Im Oktober desselben Jahres erschien das Lied als Teil von Steppenwolfs zweiten Studioalbum The Second.

## Inhalt
Inhaltlich geht es in Magic Carpet Ride um Drogenmissbrauch, in der die „Fahrt auf dem fliegenden Teppich“ eine Einladung zu einer Reise sei, auf der die Fantasie einen befreien lasse.

## Rezeption
1998 war Magic Carpet Ride Teil des Soundtrackalbums zu Star Trek: Der erste Kontakt (Katalognummer: Crescendo GNPD 8052). Weitere Verwendung fand der Titel in Die Maske (1985), Apollo 13 (1995), Austin Powers 2 (1999), The Dish (2000), Jay und Silent Bob schlagen zurück (2001), Team America: World Police (2004), Sahara – Abenteuer in der Wüste (2005), Freunde mit gewissen Vorzügen (2011) sowie in der „Bedlam-Version“ in Reservoir Dogs – Wilde Hunde (1992).

## Kommerzieller Erfolg

### Chartplatzierungen
| ChartsChartplatzierungen       | Höchstplatzierung | Wochen/ Monate |
| ------------------------------ | ----------------- | -------------- |
| Deutschland (GfK)              | 11 (2 Mt.)        | 2 Mt.          |
| Österreich (Ö3)                | 12 (2 Mt.)        | 2 Mt.          |
| Vereinigte Staaten (Billboard) | 3 (16 Wo.)        | 16 Wo.         |

| ChartsJahrescharts (1968)      | Platzierung |
| ------------------------------ | ----------- |
| Vereinigte Staaten (Billboard) | 62          |

### Auszeichnungen für Musikverkäufe
| Land/Region                  | Auszeichnungen für Musikverkäufe (Land/Region, Auszeichnung, Verkäufe) | Verkäufe  |
| ---------------------------- | ---------------------------------------------------------------------- | --------- |
| Neuseeland (RMNZ)            | Platin                                                                 | 30.000    |
| Vereinigte Staaten (RIAA)    | Gold                                                                   | 1.000.000 |
| Vereinigtes Königreich (BPI) | Silber                                                                 | 200.000   |
| Insgesamt                    | 1× Silber · 1× Gold · 1× Platin ·                                      | 1.230.000 |

## Coverversionen
- 1971: Billy Paul (Album: Going East)[10]
- 1989: Mother's Finest (Album: Live)[11]
- 1988: Grandmaster Flash & the Furious Five[12]
- 2000: Myra (Album: La vida Mickey)[13]